# NGC 6416
NGC 6416 (другие обозначения — OCL 1031, ESO 455-SC32) — рассеянное скопление в созвездии Скорпион.
Этот объект входит в число перечисленных в оригинальной редакции «Нового общего каталога».